# Gentoox
Gentoox je operační systém založený na Gentoo upravený Thomasem Pedleym pro použití na herních konzolích Xbox. Jelikož je to Microsoftem neautorizovaný program, vyžaduje ke svému běhu modchip nebo softwarový mod.

## Verze
Gentoox má tři verze:
- Home - verze pro začátečníky obsahující velké množství zkompilovaných programů
- Pro - verze pro pokročilé uživatele, kteří si nainstalují programy dle svého gusta
- MCE - Gentoox Media Center Edition

Gentoox obsahuje také dva nástroje pro záchranu a obnovení systému:
- Sparkle - nástroj na obnovu souborového systému
- Resctoox - nástroj na obnovu Gentooxu

Gentoox používá modifikovanou verzi Linuxového BIOSu pro Xbox známého jako Cromwell. Gentoox Loader má pokročilé vlastnosti jako možnost flashnout BIOS Xboxu skrze HTTP a schopnost nabootovat Linuxové jádro skrze FTP. Gentoox si kompiluje veškerý nový software a ten si přitom optimalizuje pro běh na Xboxu, čímž se poté zvyšuje rychlost těchto programů při běhu. Na druhou stranu instalace zabírá více času (např. kompilace Open Office trvá 24 hodin).

## Instalace
Instalaci je možno provést dvěma způsoby: skrze instalační disk nebo skrze FTP, přičemž uživateli běží na jeho Xboxu FTP daemon. Samotná instalace může být provedena třemi rozdílnými způsoby. První předpokládá vytvoření instalace do diskového oddílu E:\, druhá je shodná s první, pouze se použije oddíl F:\ a třetí možnost spočívá ve zformátování oddílu F:\ a vytvoření nativního linuxového diskového oddílu.
Gentoox může být spuštěn z dashboardu jako například XBMC nebo může bootovat z modifikované verze Cromwell BIOSu známého jako Gentoox Loader.